# Okres Bratislava II
Der Okres Bratislava II ist ein Bezirk von Bratislava, der Hauptstadt der Slowakei, im äußersten Westen des Landes mit 110.729 Einwohnern (2007) auf einer Fläche von 92 km² und umfasst folgende ehemals selbstständige Dörfer:
- Ružinov (Rosental)
- Vrakuňa (Fragendorf)
- Podunajské Biskupice (Bischdorf)

Im Westen und Norden grenzt der am linken Donauufer liegende Bezirk an die Bratislavaer Bezirke Bratislava I, Bratislava III und das rechtsufrige Bratislava V sowie im Osten und Süden an den Okres Senec.
Im Okres befindet sich auch die Raffinerie Slovnaft.

## Bevölkerung
| Jahr                | 1994    | 2004    | 2014    | 2024     |
| ------------------- | ------- | ------- | ------- | -------- |
| Anzahl der Personen | 113.100 | 108.316 | 112.054 | 126.649  |
| Unterschied         |         | −4,22 % | +3,45 % | +13,02 % |

| Jahr                | 2023    | 2024    |
| ------------------- | ------- | ------- |
| Anzahl der Personen | 125.980 | 126.649 |
| Unterschied         |         | +0,53 % |

## Kultur
Siehe auch: Liste der denkmalgeschützten Objekte im Okres Bratislava II